# Ganseok-dong
Ganseok-dong (koreanska: 간석동) är <en stadsdel i staden Incheon i den nordvästra delen av Sydkorea, 27 km väster om huvudstaden Seoul. Den ligger i stadsdistriktet Namdong-gu.

## Indelning
Administrativt är Ganseok-dong indelat i:
| Namn    | Namn                | Yta km² | Invånare 31 dec 2020 |
| ------- | ------------------- | ------- | -------------------- |
| 간석1동 | Ganseok 1(il)-dong  | 0,93    | 23 099               |
| 간석2동 | Ganseok 2(i)-dong   | 0,62    | 22 577               |
| 간석3동 | Ganseok 3(sam)-dong | 1,64    | 29 102               |
| 간석4동 | Ganseok 4(sa)-dong  | 1,05    | 30 063               |